# 제49회 G7 정상회의

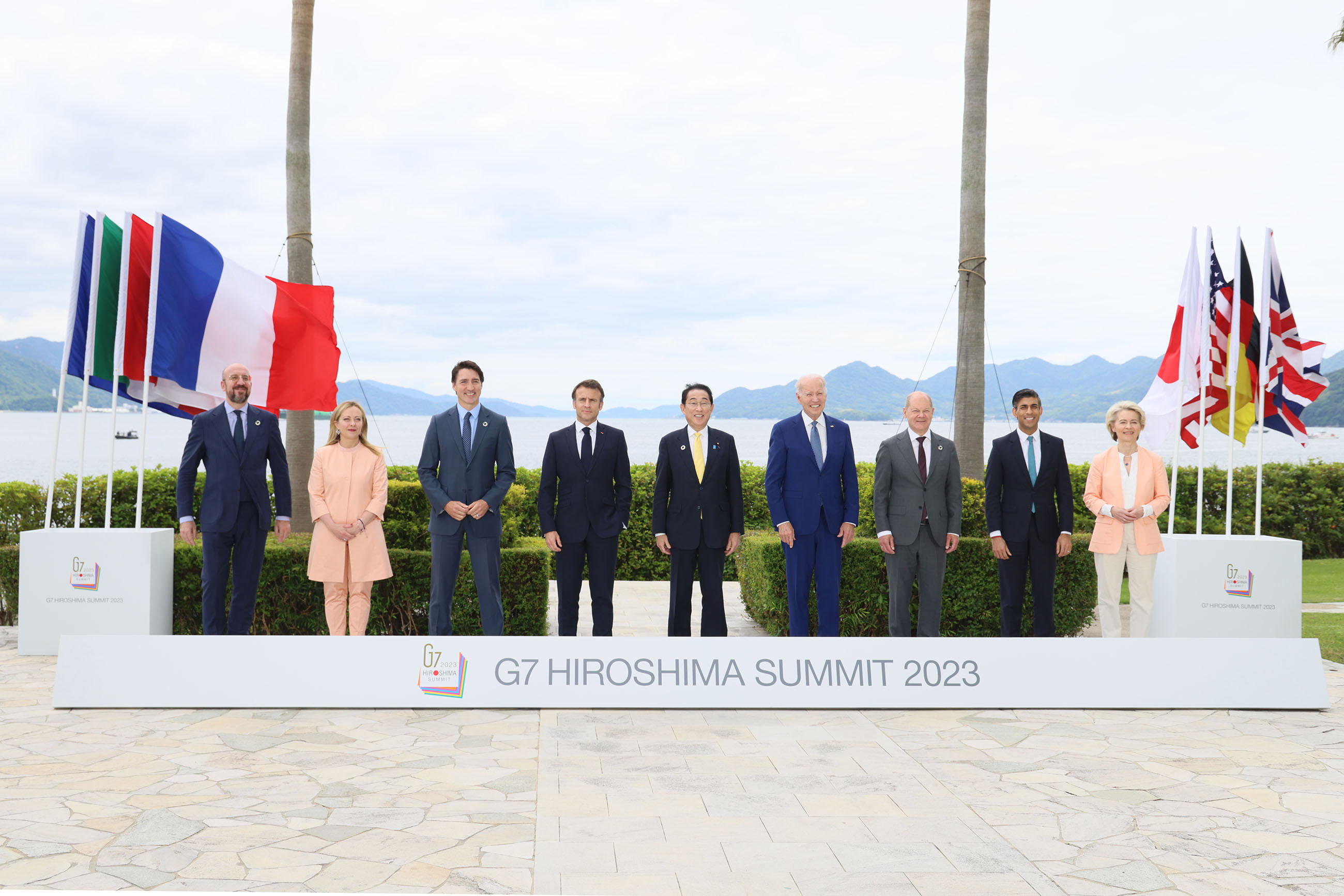

제49회 G7 정상회의가 2023년 5월 19일부터 21일까지 히로시마현 히로시마시에서 개최되었다.
G7 국가 정상들은 히로시마에 모여 초대 손님들과 협의하는 동시에 세계 질서가 직면한 평화와 번영을 위한 여러 가지 과제를 논의했다. 논의된 문제에는 러시아의 우크라이나 침공과 국제 질서에 미치는 영향, 기후변화, 코로나19 범유행 및 기타 지정학적 위기가 포함되었다. 이러한 문제를 해결하기 위해 G7은 '법치'에 기초한 자유롭고 개방적인 국제질서를 수호할 것을 다짐하고, 신흥국과 개발도상국에 대한 G7의 지원을 강화했다.
긴 초대 대상자 명단은 러시아와 중화인민공화국 모두와 복잡한 정치적, 경제적 관계를 맺고 있는 아시아, 아프리카, 라틴아메리카의 개발도상국을 가리키는 용어인 '남반구'에 영향을 미치려는 시도를 반영한다.
초청명단은 호주, 브라질, 코모로, 쿡제도, 인도, 대한민국, 베트남이 있다
많은 지정학적 평론가들은 볼로디미르 젤렌스키 우크라이나 대통령이 많은 관심을 받아 정상회담을 장악했고, 히로시마 정상회담이 많은 목표를 달성했다고 평가했다.
지도자들의 성명에는 기후, 건강, 식량 안전 보장, 기술 등 다양한 주제에 대한 약속과 성명이 담겨 있다. 그러나 러시아의 우크라이나 침공, 비핵화, 경제 안보가 가장 두드러졌다. 기타 5개의 독립 성명이 발표되었다.
G7은 한두 차례의 성명을 통해 중국에 인도-태평양, 중화민국 등 분열을 불러일으키는 지정학적 핫스팟에 대한 자신들의 입장을 분명히 밝혔지만, 메시지의 가장 중요한 부분은 이른바 '경제적 강압'에 집중되어 있다.

## 같이 보기
- 국제법
  - 상설중재법원
  - 유엔 헌장
  - 핵확산방지조약
  - 생물무기금지협약
  - 해양법에 관한 유엔 협약
  - 홍콩 반환 협정
  - 생물 다양성 협약
  - 화학 무기 금지 조약
  - 사이버 범죄 조약
  - 유엔 부패 방지 협약
  - 파리 협정 (2015년)
- 쿼드 (국제 회의)
- 히로시마현의 세계유산
  - 원폭 돔
  - 이쓰쿠시마 신사